# Planodema namibiensis
Planodema namibiensis là một loài bọ cánh cứng trong họ Cerambycidae.